# Maštigga
Maštigga, auch Maštikka, war eine Magierin und Verfasserin von Ritualtexten im Hethiterreich während der mittelhethitischen Zeit (ca. 1500–1350 v. Chr.). 
Sie stammte aus Kizzuwatna, womöglich aus Kummanna, das nach neueren Forschungsergebnissen, entgegen früheren Meinungen, in Kizzuwatna zu lokalisieren ist. Ihr Name wird gewöhnlich als hurritisch angesehen, was nicht ganz unstrittig ist.
Von ihren Schriften ist unter anderem ein Beschwörungsritual zur Beilegung von Familienstreitigkeiten erhalten (CTH 404). Ein weiterer erhaltener Text behandelt die Taknaz-da-Rituale (siehe dazu auch Bestattungsriten der Hethiter).